# Fiction juridique
 (mars 2017).
Si vous disposez d'ouvrages ou d'articles de référence ou si vous connaissez des sites web de qualité traitant du thème abordé ici, merci de compléter l'article en donnant les références utiles à sa vérifiabilité et en les liant à la section « Notes et références ».
Une fiction juridique est un concept lié au droit, dont la définition est la suivante :

« Artifice de technique juridique (en principe réservé au législateur souverain), « mensonge de la loi » (et bienfait de celle-ci) consistant à « faire comme si », à supposer un fait contraire à la réalité, en vue de produire un effet de droit ». »

## Évolution du droit et commentaire
Dès l'Antiquité, le droit romain fait grand usage de ce concept, que l'on peut rapprocher d'un acte de langage. Le juriste allemand Rudolf von Jhering (1818-1892) le voyait comme « un mensonge technique consacré par la nécessité ».
Cette manipulation de la réalité, fondée sur la logique du droit, peut s'exercer sur un fait, une situation ou une norme. Elle consiste soit à nier, soit à prétendre sciemment à une supposée vérité afin d'amener le débat non pas sur le terrain de la preuve, mais du fond.
Les sources matérielles du droit, législatives ou jurisprudentielles font appel à la fiction pour exercer une emprise sur la réalité. 
Les droits coutumiers ou prétoriens, en particulier les systèmes de common law, font traditionnellement un grand usage de fictions juridiques.

## Exemples
- La personnalité juridique.
- L’enfant à naître est supposé né chaque fois qu’il en va de son intérêt (principe Infans conceptus[2]), en matière d'héritage notamment.
- L'adoption, qui fait de l'enfant adopté celui des parents adoptifs.
- Nul n'est censé ignorer la loi est un autre exemple de fiction juridique employée en droit.
- L'absence : une personne décédée peut survivre juridiquement. Au contraire, une personne vivante peut être réputée morte et doit alors être l'objet d'une résurrection judiciaire.
- En matière de droit des successions, la théorie des comourants précise, en l'absence de circonstances exactes de la mort des membres d'une famille, l'ordre des décès en fonction de l'âge et du genre.
- Le fonds de commerce.
- Le droit de rétention accordé au gagiste sans dépossession depuis la Loi de modernisation de l'économie le 4 août 2008, qui ne repose sur aucun fondement de connexité (materielle, conventionnelle ou juridique).
- Au Royaume-Uni, la loi interdit aux membres du Parlement de démissionner. En revanche, elle prévoit que les membres du Parlement acceptant de recevoir un office de la Couronne sont démis de leurs fonctions, et doivent se représenter s'ils veulent y être maintenus. En conséquence, la coutume veut que les membres du Parlement souhaitant démissionner demandent au monarque à être nommé à un tel office. Deux offices particuliers, tous deux des sinécures avec un salaire symbolique, sont donc employés en alternance dans ce but : le lieutenant de la Couronne et bailli des trois centeniers de Chiltern et le lieutenant de la Couronne et bailli du Manoir de Northstead.
- En Israël, des Palestiniens peuvent être déclarés « absents » alors qu’ils sont physiquement présents (catégorie des présents absents), la loi sur la propriété des absents permettant ensuite de confisquer leurs biens.